# 土版

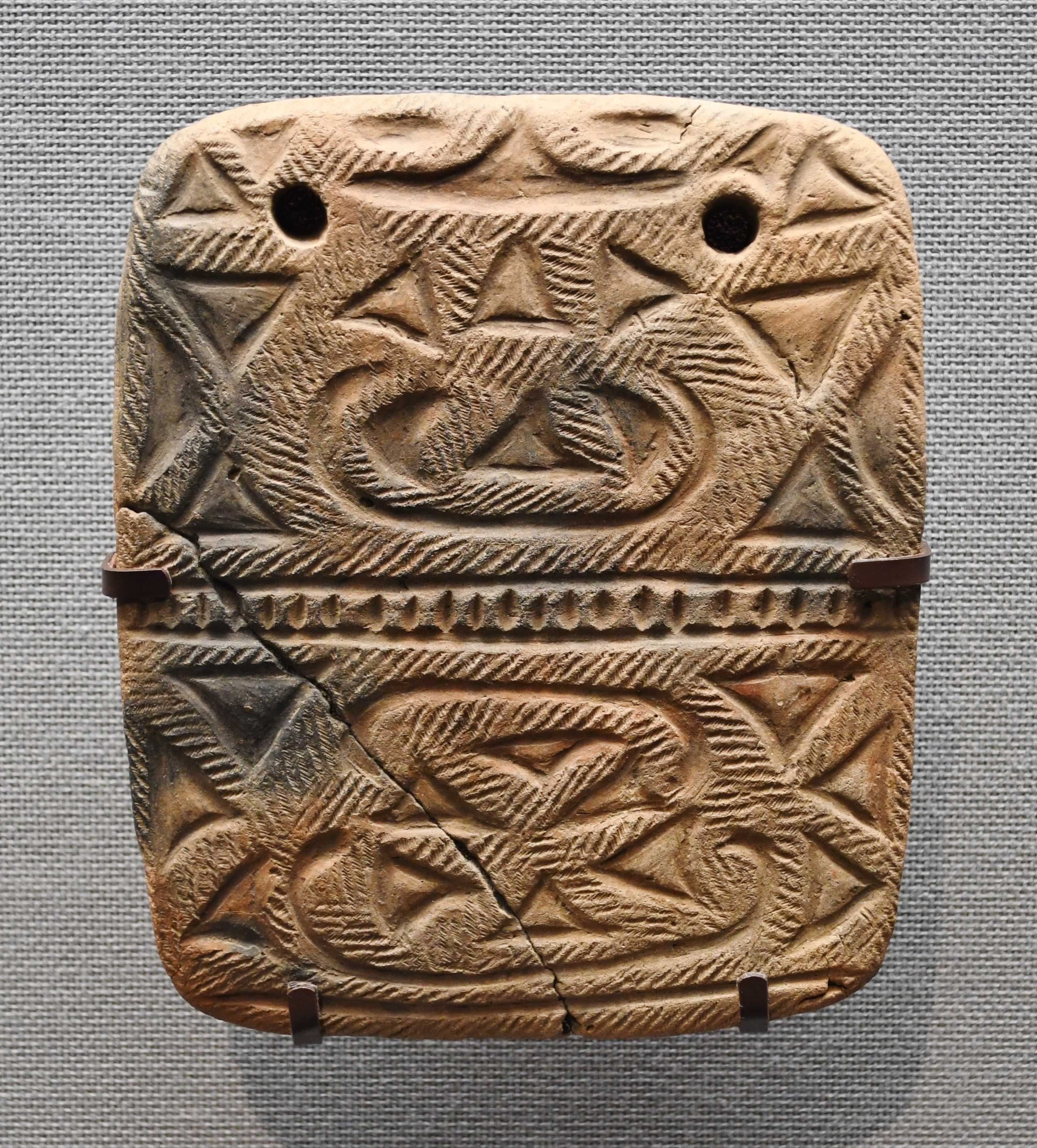
福田貝塚出土 土版
（国の重要文化財）茨城県稲敷市。東京国立博物館展示。

土版（どばん）は、日本の縄文時代晩期における土製品である。直径5-15センチメートル程度の板であり、形は長方形ないし楕円形である。

## 概要
青森県つがる市の亀ヶ岡遺跡など、東北地方を中心とし、関東地方や中部地方など、東日本に見られる。表・裏には顔の表現や文様などが施されている。用途としては、一般に呪術用・護符用と考えられている。抽象化した土偶の手足がなくなって土版になったと考えられている。

## ギャラリー

馬高遺跡出土土版（重要文化財） 新潟県長岡市。京都大学総合博物館企画展示時に撮影。
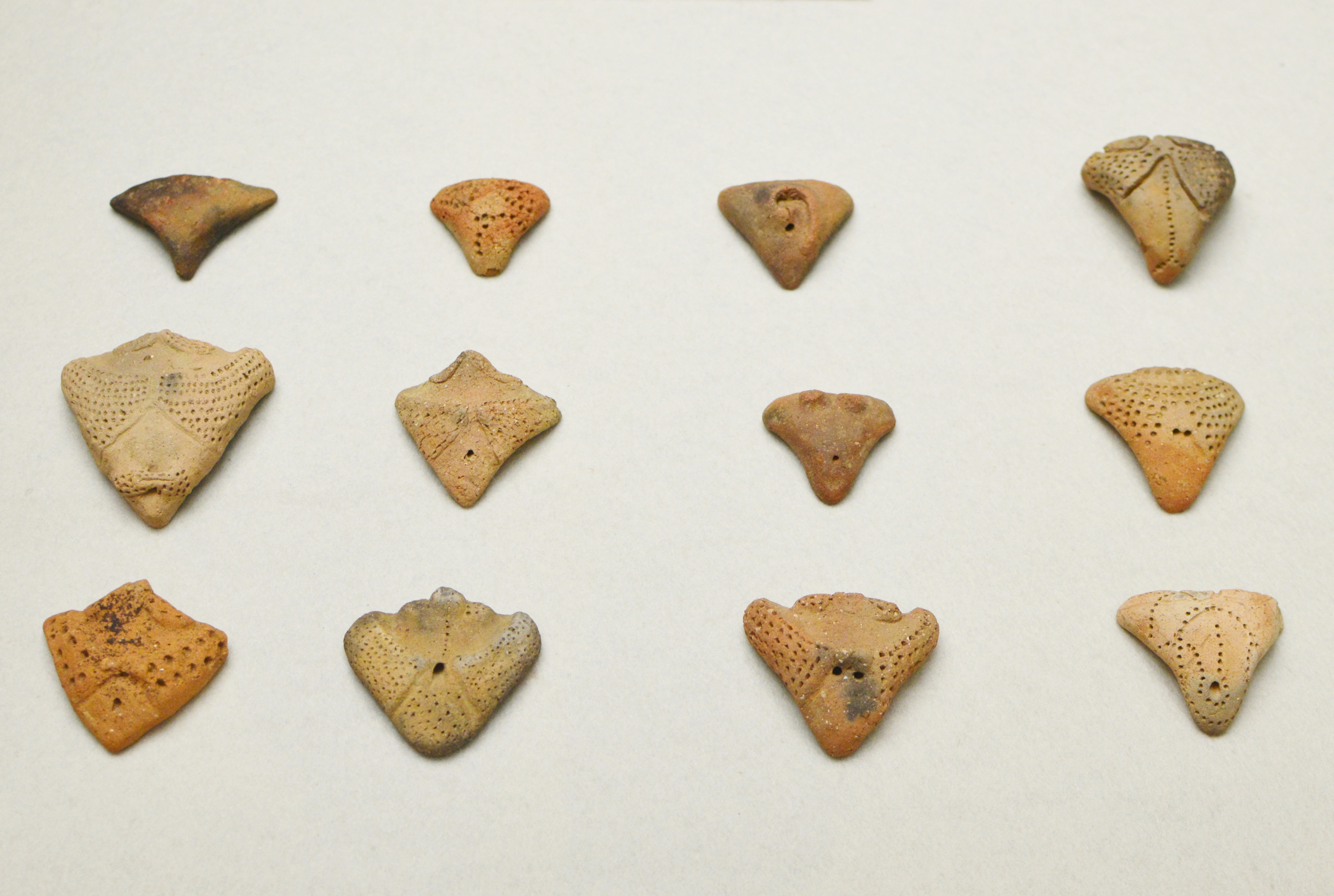
笹山遺跡出土 三角形土版 新潟県十日町市。京都大学総合博物館企画展示時に撮影。